# Чжан Інь (підприємиця)
Чжань Інь (кит.: 张茵; нар. 1957, Шаоґуань, Ґуандун, з родинним корінням у Хейлунцзяні), також відома як Ченг Янь згідно з Кантонською вимовою її імені — китайська підприємиця, одна з найбагатших людей Великого Китаю. Наразі посідає четверте місце в рейтингу найбагатших жінок у Континентальному Китаї та 24 місце загалом за даними Hurun Report China Rich List 2013. Засновниця і директор сімейної компанії Nine Dragons Paper Holdings Limited, компанії з переробки, яка закуповує утилізований папір зі Сполучених Штатів, імпортує його в Китай і в основному перетворює його на гофрокартон для використання в коробках, щоб перевозити китайські товари. Дана компанія є найбільшим виробником паперу в Китаї. Чжан Інь зайняла перше місце у списку найбагатших людей Китаю. Як вважає укладач списку Руперт Хугверф, її статок складає трохи менше $3,5 млрд. За його словами, її багатство перевищує статок Опри Вінфрі та Джоан Ролінґ.
У січні 2007 року повідомлялося, що Чжан також була членкинею Китайської народної політичної консультативної конференції, політичного дорадчого органу уряду Китаю.

## Ранні роки
Чжан Інь народилась під іменем Чжан Сюхуа в 1957 році старшою з восьми дітей. Пізніше вона змінила ім'я на більш сучасне — Інь.
Батько Чжан, Чжан Де Ень, був лейтенантом Червоної армії, але був ув'язнений на три роки під час Культурної революції за правозахисну діяльність. Через ув'язнення свого батька Чжан не вступила до коледжу і в юному віці почала працювати, щоб утримувати свою сім'ю.Контакти та зв'язки батька з Комуністичною партією сприяли її діловій кар'єрі.

## Кар'єра
Після роботи бухгалтеркою на текстильній фабриці Гуандун і відвідування торгової школи для бухгалтерії Інь переїхала до Шеньчжня, щоб керувати бухгалтерськими та торговельними відділами компанії з торгівлі папером у той час, коли місто ставало особливою економічною зоною та експортним центром, яким є сьогодні.
Там вона дізналася про можливості торгівлі макулатурою Гонконгу з Китаєм від контакту з паперовою фабрикою в Ляоніну. Чжан заохочували вступити в цей сектор, і в 1985 році, у 28 років, Чжан Інь успішно відкрила компанію з торгівлі папером Ying Gang Shen в Гонконзі (зручне джерело сировини у вигляді макулатури), використовуючи її збереження сумою $3800.
Однак якість паперу для вторинної переробки в Китаї була поганою, і в 1990 році вона переїхала до Лос-Анджелеса в пошуках кращих ресурсів і заснувала компанію America Chung Nam зі своїм другим чоловіком, Лю Мін Чунгом. Ця компанія була номером один з американських експортерів паперу з 2001 року та найбільшим загальним експортером товарів до Китаю зі Сполучених Штатів за обсягом відвантаження.
Чжан Інь повернулася до Гонконгу в 1995 році, щоб розширити свій бізнес у секторі пакування, і разом зі своїм чоловіком і молодшим братом Чжан Ченг Фей заснувала Nine Dragons Paper Holdings Limited.
У березні 2006 року компанія зі штаб-квартирою в Дунгуані підняла майже 500 мільйонів доларів під час первинного розміщення акцій на Гонконгській фондовій біржі; до кінця 2006 року вартість акцій зросла майже втричі. Фірма інвестувала 800 мільйонів доларів і до 2009 року збільшила виробничі потужності понад вдвічі, ставши першою в Азії, а потім і найбільшою у світі з виробництва пакувального паперу. У 2011 році компанія поступила з доходом 3,8 мільярда доларів США, 17 000 особами персоналу і з можливістю виробляти 13 мільйонів тонн тарного картону та пакувальних матеріалів на рік.
Чжан Інь приймає більшість стратегічних рішень, її чоловік є генеральним директором, а брат займається загальним управлінням. Син Лау Чун є невиконавчим директором. Компанія має трьох генеральних менеджерів, які відповідають за всі аспекти бізнесу; ніхто з них не є членами сім'ї.

## Полеміка
На щорічному зібранні Китайської народної політичної консультативної конференції в березні 2008 року Чжан запропонувала «податкову реформу, яка включатиме зниження податків на одну третину для найбагатших громадян країни, зниження мит на імпортне екологічне обладнання та… від нового закону про працю, розробленого для захисту низькооплачуваних заводських працівників». Реакція громадськості та ЗМІ на її пропозиції була дуже критичною, і виникли суперечки щодо «пробагатих» програм Чжан Інь.
15 квітня 2008 року SACOM оприлюднила своє розслідування щодо Nine Dragons, звинувативши компанію в неетичній практиці праці, і оприлюднила «Паперовий довідник для працівників Nine Dragons», який містив кілька правил, зокрема штрафи для працівників, які масово критикували. З тих пір Nine Dragons припинили штрафувати працівників, проте сама Чжан особисто стверджує, що дії компанії були морально обґрунтованими.
У грудні 2007 року у відповідь на пропозицію Чжан про трудове законодавство відбулися страйки проти Nine Dragons, а влітку 2008 року — на знак протесту проти масштабних звільнень працівників.

## Нагороди
У жовтні 2006 року у віці 49 років Чжан Інь стала першою жінкою, яка очолила список найбагатших людей Китаю, опублікований Hurun Report. У 2010 році особистий статок Чжан оцінювався приблизно в 4,6 мільярда доларів США, що зробило її найбагатшою жінкою, яка самотужки досягла успіху, випереджаючи Опру Вінфрі, Джоан Ролінґ, Джуліану Бенеттон, Мег Вітмен і Розалію Міру. У листопаді 2006 року журнал Forbes оцінив її статки в 1,35 мільярда доларів, що зробило б її найбагатшою жінкою в Китаї і п'ятою найбагатшою людиною в Китаї (у пізнішому списку Forbes її витіснила як найбагатша жінка Китаю 25-річна Ян Хуейянь).
У червні 2014 року Чжан була визнана азійським генеральним директором року 2014 на 15-й щорічній азійській конференції RISI по целюлозно-паперовій галузі.
Станом на липень 2016 року Forbes оцінює її статки в 1,12 мільярда доларів США, це 384 найбагатша людина в Китаї (з 216 у 2014 році) і 1724 найбагатша людина в світі.

## Особисте життя
У першому шлюбі Чжан народила одну дитину та розлучилася. Другого чоловіка, Лю Мін Чуна, зустріла в Гонконзі і одружилася невдовзі після переїзду в Америку. Лю народився на Тайвані, виріс у Бразилії та отримав освіту хірурга-стоматолога. Кар'єру він залишив, щоб разом із дружиною займатися паперовим бізнесом.
У Чжан є двоє дітей, обидва живуть і навчаються в США. Її старший син Лау Чун Шун є невиконавчим директором Nine Dragons, і Чжан заявила, що спадкування компанії її дітьми залежатиме від їхніх об'єктивних можливостей.
Вона є послідовницею буддизму.
Чжан Інь має зелену карту.